# Lassee
Lassee je městys v Rakousku ve spolkové zemi Dolní Rakousy v okrese Gänserndorf.

## Geografie

### Geografická poloha
Lassee se nachází ve spolkové zemi Dolní Rakousy v regionu Weinviertel. Rozloha území městyse činí 55,63 km², z nichž 7,5 % je zalesněných.

### Části obce
Území městyse Lassee se skládá ze dvou částí (v závorce uveden počet obyvatel k 1. 1. 2017):
- Lassee (2 333)
- Schönfeld im Marchfeld (387)

### Sousední obce
- na severu: Weiden an der March
- na východu: Marchegg
- na jihu: Engelhartstetten, Eckartsau, Haringsee
- na západu: Untersiebenbrunn

## Politika

### Obecní zastupitelstvo
Obecní zastupitelstvo se skládá z 21 členů. Od komunálních voleb v roce 2015 zastávají následující strany tyto mandáty:
- 11 ÖVP
- 7 SPÖ
- 2 FPÖ
- 1 Sonst

### Starosta
Nynějším starostou městyse Lassee je Karl Grammanitsch ze strany ÖVP.